# Bellinge
Bellinge es un barrio de la ciudad de Odense, Dinamarca. Tiene una población estimada, en 2022, de 5483 habitantes.
Fue una ciudad independiente hasta el 1 de enero de 2010, en que se fusionó con Odense.